# Albania all'Eurovision Song Contest
L'Albania ha debuttato all'Eurovision Song Contest nel 2004, partecipandovi senza interruzioni. Non ha mai vinto la competizione e il suo risultato migliore è un 5º posto, ottenuto nel 2012 da Rona Nishliu con Suus.
La nazione ha mancato la finale in nove occasioni (2006, 2007, 2011, 2013, 2014, 2016, 2017, 2022 e 2024) e ha sempre utilizzato il Festivali i Këngës come metodo di selezione nazionale.

## Storia

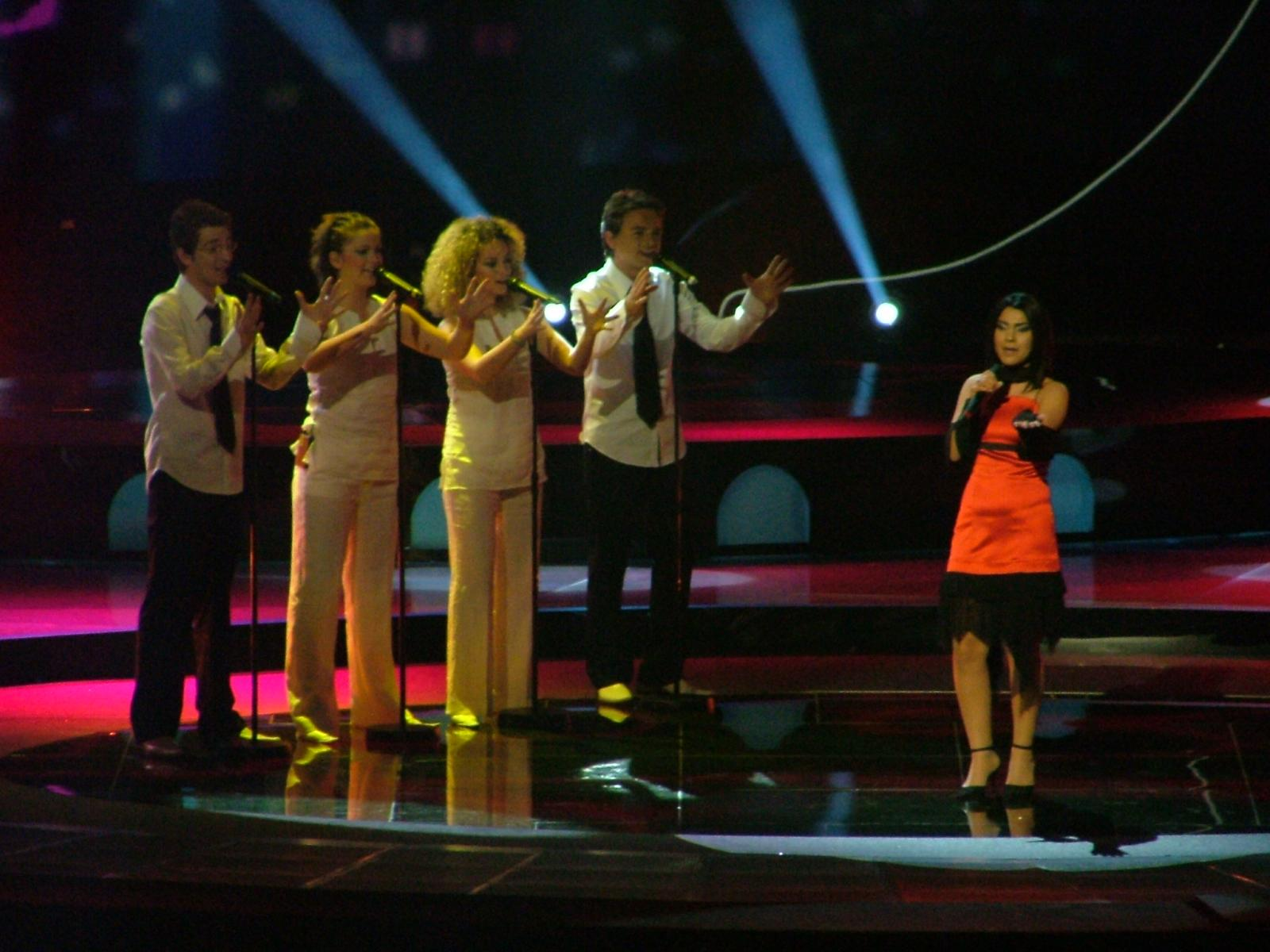
Anjeza Shahini durante la sua esibizione all'Eurovision Song Contest 2004

L'emittente radiotelevisiva albanese Radio Televizioni Shqiptar (RTSH) entrò a far parte dell'Unione europea di radiodiffusione (UER) nel 1999, e già dal 1962 produceva e trasmetteva un proprio festival musicale: il Festivali i Këngës.

### Anni 2000: debutto e prime partecipazioni
Nel 2002 l'emittente tentò di partecipare all'Eurovision Song Contest 2003, ospitato dalla capitale lettone, Riga, tuttavia a causa dell'alto numero di partecipanti, l'Albania, la Bielorussia e Serbia e Montenegro dovettero attendere l'anno successivo per debuttare alla manifestazione.
La 42ª edizione del Festivali i Këngës fu quindi la prima a selezionare il rappresentante dell'Albania all'Eurovision Song Contest 2004 di Istanbul, in Turchia, e fu vinta dalla cantante Anjeza Shahini con il brano Imazhi yt. Il brano tuttavia aveva una durata maggiore rispetto al regolamento della manifestazione europea (che consentiva una durata massima di 3 minuti) pertanto fu registrata una nuova versione del brano, completamente tradotta in inglese con il titolo The Image of You. La Shahini riuscì quindi a qualificarsi dalla semifinale, classificandosi al 7º posto nella finale dell'evento.
Per l'Eurovision Song Contest 2005 di Kiev, il FiK selezionò Ledina Çelo con Nesër shkoj, che come quanto accaduto l'anno precedente è stato sottoposto ad un revamp e tradotto in inglese con il titolo Tomorrow I Go. Il brano si esibì direttamente in finale, visto il risultato ottenuto nell'edizione precedente, raggiungendo il 16º posto.
Nelle due successive partecipazioni (2006 e 2007) la nazione non riuscì a qualificarsi per la finale, pur introducendo per la prima volta l'albanese nella manifestazione nel 2006 con il brano Zjarr e ftohtë e tentando nel 2007 una canzone bilingue, Hear My Plea. La svolta venne decretata nel 2008 dalla giovane Olta Boka, che con Zemrën e lamë peng riuscì a riportare l'Albania in finale classificandosi al 17º posto, trend che verrà mantenuto nel 2009 da Kejsi Tola con la canzone Carry Me in Your Dreams e infine nel 2010 Juliana Pasha arrivò al 16º posto con It's All About You.

### Anni 2010

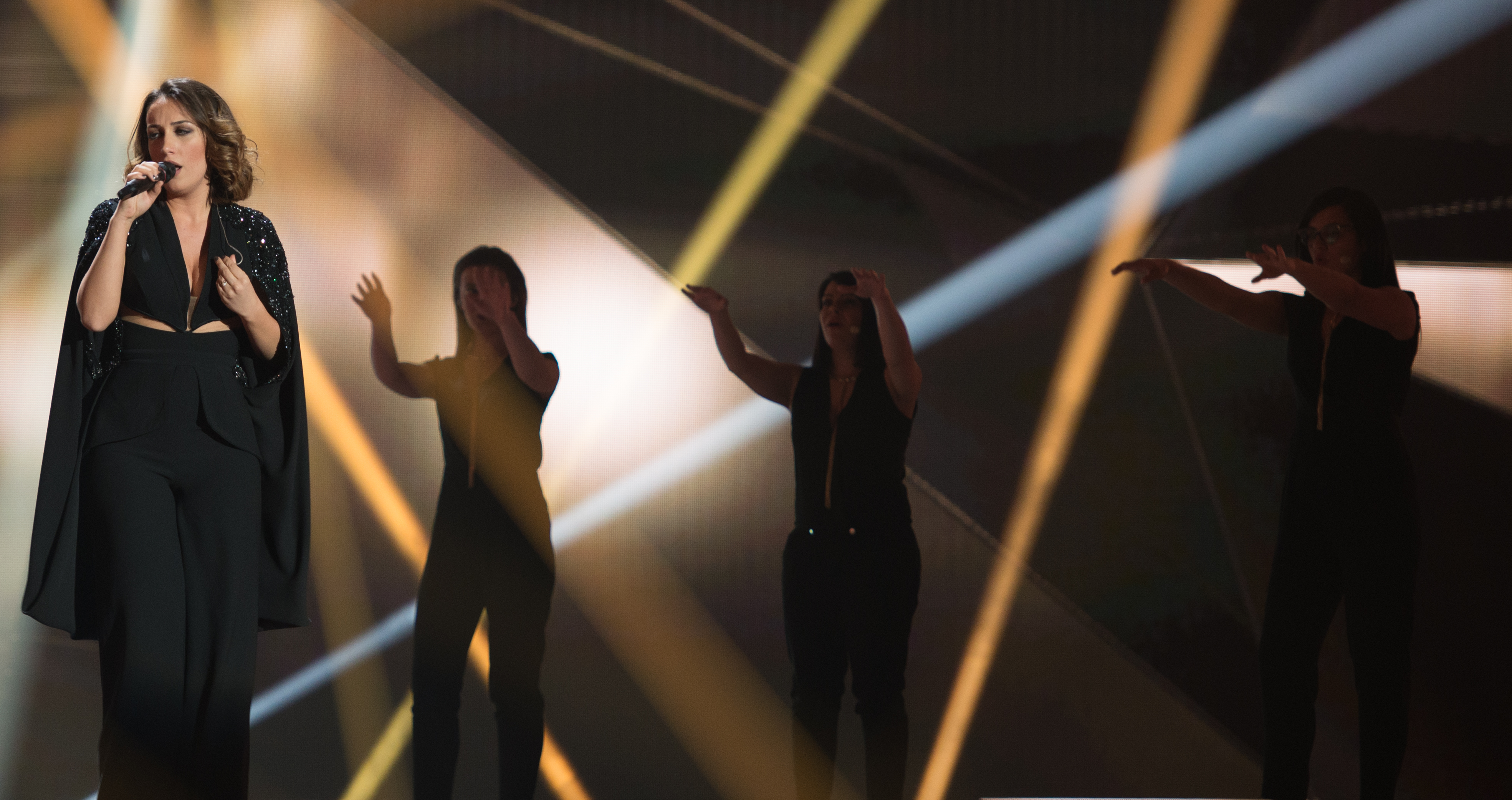
Elhaida Dani durante le prove per l'Eurovision Song Contest 2015

Nel 2011 la nazione mancò nuovamente la finale con Feel the Passion di Aurela Gaçe. L'edizione successiva vide tuttavia un'importante inversione di rotta: a vincere il Festivali i Këngës 2011 fu infatti la cantante kosovara Rona Nishliu, che decise di mantenere inalterato il suo brano Suus, scritto interamente in albanese e con il titolo in latino. La ballata si classificò al 2º posto nella propria semifinale, raggiungendo il 5º posto nella finale dell'evento, miglior risultato mai raggiunto dall'Albania.
Le partecipazioni alle due edizioni successive, 2013 e 2014, tuttavia non videro lo stesso successo concludendo in entrambi i casi al 15º posto nelle rispettive semifinali.
Con Elhaida Dani l'Albania riuscì a tornare in finale, pur presentando per la prima volta un brano completamente diverso da quello selezionato attraverso il Festivali i Këngës 2014. La cantante aveva infatti vinto il festival con il brano Diell che tuttavia fu ritirato su richiesta di uno degli autori e successivamente sostituito con I'm Alive, che comunque porterà alla nazione un 17º posto nella finale dell'Eurovision Song Contest 2015.

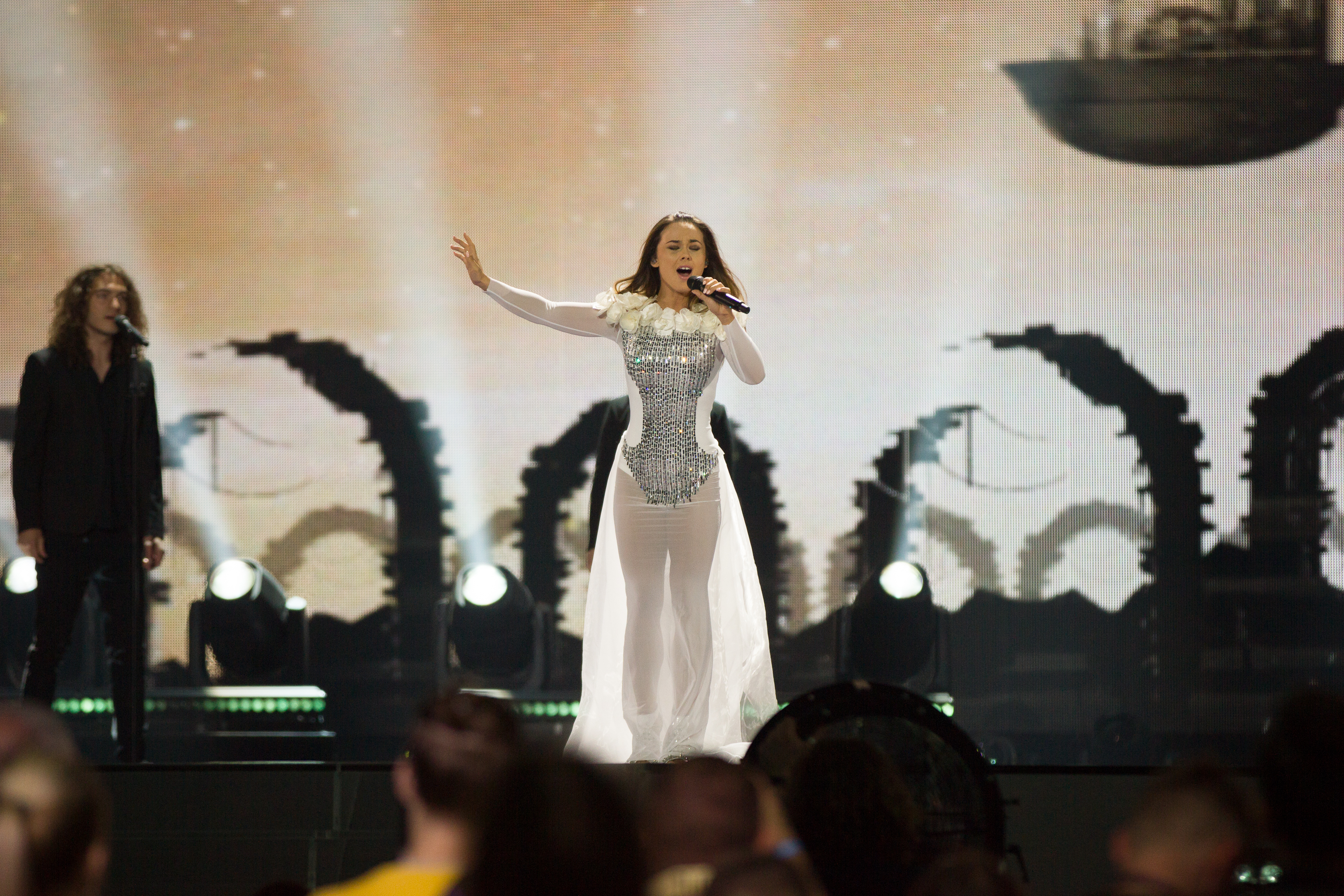
Lindita, seconda cantante kosovara a rappresentare l'Albania, durante l'Eurovision Song Contest 2017

Ancora una volta, per due edizioni di fila, la nazione mancò la finale nel 2016 e nel 2017.
Nel 2018 partecipò nuovamente una canzone mantenuta in albanese, Mall di Eugent Bushpepa, che all'Eurovision Song Contest 2018 porterà l'Albania ad un passo dalla top ten, classificandosi 11º nella finale dell'evento. Anche per l'edizione successiva si scelse di mantenere la canzone vincitrice del Festivali i Këngës 2018, Ktheju tokës, in lingua originale. Il brano riuscirà a qualificarsi nuovamente per la finale concludendo al 17º posto.

### Anni 2020
L'Albania avrebbe dovuto prendere parte all'Eurovision Song Contest 2020 di Rotterdam con il brano Fall from the Sky, versione inglese di Shaj, brano con cui Arilena Ara vinse il 58º Festivali i Këngës. Tuttavia l'edizione della manifestazione è stata annullata a causa della pandemia di COVID-19.
Per l'edizione 2021, riconfermata a Rotterdam, a rappresentare il paese è stata Anxhela Peristeri con il brano in lingua albanese Karma, brano vincitore del 59º Festivali i Këngës. Il brano permette la terza qualificazione consecutiva in finale per il paese concludendo al 21º posto. L'anno successivo, è il turno di un'altra cantante, Ronela Hajati, che con il brano Sekret arriva prima alla sessantesima edizione del Festivali i Këngës. Il brano viene poi modificato in versione bilingue e con alcune parole in spagnolo. La Hajati non riesce comunque a superare la semifinale arrivando al 12º posto.
La sessantunesima edizione del Festivali i Këngës vede un cambio di regolamento, dove il ritorno del voto del pubblico avrebbe selezionato il rappresentante nazionale al prossimo Eurovision Song Contest, mentre il vincitore del festival sarebbe stato, come di consueto, selezionato dal voto della giuria d'esperti. In questa edizione, nonostante la canzone vincitrice fosse Evita, di Elsa Lila, il televoto decide come rappresentante la seconda classificata, Albina Kelmendi con il brano Duje, cantato per l'occasione insieme ad alcuni membri della sua famiglia. L'ensemble familiare si qualifica per la finale dell'evento svoltasi a Liverpool, concludendo al 22º posto. Tale regolamento rimane invariato per il 62º Festivali i Këngës, con il televoto che ha premiato l'artista pluripremiata Besa Kokëdhima con il brano Zemrën n'dorë (che in occasione della manifestazione europea viene rinominata Titan), a discapito dell'emergente Mal Retkoceri con Çmendur, vincitore del festival albanese. La Kokëdhima però non riesce a superare la semifinale arrivando al 15º posto

## Partecipazioni
- Primo posto
- Secondo posto
- Terzo posto
- Ultimo posto

| Anno | Artista                         | Brano                   | Lingua            | Posizione           | Posizione           | Posizione                | Posizione                |
| Anno | Artista                         | Brano                   | Lingua            | Finale              | Punti               | Semi                     | Punti                    |
| ---- | ------------------------------- | ----------------------- | ----------------- | ------------------- | ------------------- | ------------------------ | ------------------------ |
| 2004 | Anjeza Shahini                  | The Image of You        | Inglese           | 7º                  | 106                 | 4º                       | 167                      |
| 2005 | Ledina Çelo                     | Tomorrow I Go           | Inglese           | 16º                 | 53                  | Top 12 l'anno precedente | Top 12 l'anno precedente |
| 2006 | Luiz Ejlli                      | Zjarr e ftohtë          | Albanese          | Non qualificata     | Non qualificata     | 14º                      | 58                       |
| 2007 | Frederik Ndoci                  | Hear My Plea            | Inglese, albanese | Non qualificata     | Non qualificata     | 17º                      | 49                       |
| 2008 | Olta Boka                       | Zemrën e lamë peng      | Albanese          | 17º                 | 55                  | 9º                       | 67                       |
| 2009 | Kejsi Tola                      | Carry Me in Your Dreams | Inglese           | 17º                 | 48                  | 7º                       | 73                       |
| 2010 | Juliana Pasha                   | It's All About You      | Inglese           | 16º                 | 62                  | 6º                       | 76                       |
| 2011 | Aurela Gaçe                     | Feel the Passion        | Inglese           | Non qualificata     | Non qualificata     | 14º                      | 47                       |
| 2012 | Rona Nishliu                    | Suus                    | Albanese          | 5º                  | 146                 | 2º                       | 146                      |
| 2013 | Adrian Lulgjuraj & Bledar Sejko | Identitet               | Albanese          | Non qualificata     | Non qualificata     | 15º                      | 31                       |
| 2014 | Hersi                           | One Night's Anger       | Inglese           | Non qualificata     | Non qualificata     | 15º                      | 22                       |
| 2015 | Elhaida Dani                    | I'm Alive               | Inglese           | 17º                 | 34                  | 10º                      | 62                       |
| 2016 | Eneda Tarifa                    | Fairytale               | Inglese           | Non qualificata     | Non qualificata     | 16º                      | 45                       |
| 2017 | Lindita                         | World                   | Inglese           | Non qualificata     | Non qualificata     | 14º                      | 76                       |
| 2018 | Eugent Bushpepa                 | Mall                    | Albanese          | 11º                 | 184                 | 8º                       | 162                      |
| 2019 | Jonida Maliqi                   | Ktheju tokës            | Albanese          | 17º                 | 90                  | 9º                       | 96                       |
| 2020 | Arilena Ara                     | Fall from the Sky       | Inglese           | Edizione cancellata | Edizione cancellata | Edizione cancellata      | Edizione cancellata      |
| 2021 | Anxhela Peristeri               | Karma                   | Albanese          | 21º                 | 57                  | 10º                      | 112                      |
| 2022 | Ronela Hajati                   | Sekret                  | Albanese, inglese | Non qualificata     | Non qualificata     | 12º                      | 58                       |
| 2023 | Albina & Familja Kelmendi       | Duje                    | Albanese ghego    | 22º                 | 76                  | 9º                       | 83                       |
| 2024 | Besa                            | Titan                   | Inglese           | Non qualificata     | Non qualificata     | 15º                      | 14                       |
| 2025 | Shkodra Elektronike             | Zjerm                   | Albanese ghego    | 8º                  | 218                 | 2º                       | 122                      |

Note
1. ↑  Dal 2004 al 2007 le nazioni della top ten della finale (esclusi i Big Four) accedevano di diritto alla finale dell'edizione successiva
2. ↑  L'Eurovision Song Contest 2020 è stato cancellato a causa della pandemia di COVID-19 del 2019-2021

## Statistiche di voto
Fino al 2025, le statistiche di voto dell'Albania sono:
| # | Stato   | Punti |
| - | ------- | ----- |
| 1 | Italia  | 208   |
| 2 | Grecia  | 184   |
| 3 | Svezia  | 89    |
| 4 | Spagna  | 78    |
| 4 | Francia | 78    |

| # | Stato              | Punti |
| - | ------------------ | ----- |
| 1 | Macedonia del Nord | 127   |
| 2 | Grecia             | 116   |
| 3 | Svizzera           | 97    |
| 4 | Montenegro         | 91    |
| 5 | Italia             | 67    |

| # | Stato              | Punti |
| - | ------------------ | ----- |
| 1 | Grecia             | 331   |
| 2 | Italia             | 208   |
| 3 | Macedonia del Nord | 183   |
| 4 | Svizzera           | 135   |
| 5 | Svezia             | 132   |

| # | Stato              | Punti |
| - | ------------------ | ----- |
| 1 | Grecia             | 289   |
| 2 | Macedonia del Nord | 263   |
| 3 | Svizzera           | 223   |
| 4 | Montenegro         | 143   |
| 5 | Italia             | 139   |

## Altri premi ricevuti

### Barbara Dex Award
Il Barbara Dex Award è un riconoscimento non ufficiale con il quale viene premiato l'artista peggio vestito all'Eurovision Song Contest. Prende il nome dall'omonima artista belga che nell'edizione del 1993 si è presentata con un abito che lei stessa aveva confezionato e che aveva attirato l'attenzione negativa dei commentatori e del pubblico.
| Anno | Categoria         | Artista      | Canzone | Compositore       |
| ---- | ----------------- | ------------ | ------- | ----------------- |
| 2012 | Barbara Dex Award | Rona Nishliu | Suus    | Florent Boshnjaku |

## Trasmissione dell'evento
| Anno | Commentatori         | Commentatori         | Trasmissione                    | Trasmissione                    | Portavoce            |
| Anno | Semifinali           | Finale               | Semifinali                      | Finale                          | Portavoce            |
| ---- | -------------------- | -------------------- | ------------------------------- | ------------------------------- | -------------------- |
| 2004 | Leon Menkshi         | Leon Menkshi         | TVSH                            | TVSH                            | Zhani Ciko           |
| 2005 | Leon Menkshi         | Leon Menkshi         | TVSH                            | TVSH                            | Zhani Ciko           |
| 2006 | Leon Menkshi         | Leon Menkshi         | TVSH                            | TVSH                            | Leon Menkshi         |
| 2007 | Leon Menkshi         | Leon Menkshi         | TVSH                            | TVSH                            | Leon Menkshi         |
| 2008 | Leon Menkshi         | Leon Menkshi         | TVSH                            | TVSH                            | Leon Menkshi         |
| 2009 | Leon Menkshi         | Leon Menkshi         | TVSH                            | TVSH                            | Leon Menkshi         |
| 2010 | Leon Menkshi         | Leon Menkshi         | TVSH                            | TVSH                            | Leon Menkshi         |
| 2011 | Leon Menkshi         | Leon Menkshi         | TVSH                            | TVSH                            | Leon Menkshi         |
| 2012 | Andri Xhahu          | Andri Xhahu          | TVSH                            | TVSH                            | Andri Xhahu          |
| 2013 | Andri Xhahu          | Andri Xhahu          | TVSH TVSH 2 RTSH Muzikë         | TVSH TVSH 2 RTSH Muzikë         | Andri Xhahu          |
| 2014 | Andri Xhahu          | Andri Xhahu          | TVSH RTSH Muzikë Radio Tirana   | TVSH RTSH Muzikë Radio Tirana   | Andri Xhahu          |
| 2015 | Andri Xhahu          | Andri Xhahu          | TVSH Radio Tirana               | TVSH Radio Tirana               | Andri Xhahu          |
| 2016 | Andri Xhahu          | Andri Xhahu          | TVSH RTSH Muzikë Radio Tirana   | TVSH RTSH Muzikë Radio Tirana   | Andri Xhahu          |
| 2017 | Andri Xhahu          | Andri Xhahu          | RTSH 1 RTSH Muzikë Radio Tirana | RTSH 1 RTSH Muzikë Radio Tirana | Andri Xhahu          |
| 2018 | Andri Xhahu          | Andri Xhahu          | RTSH 1 RTSH Muzikë Radio Tirana | RTSH 1 RTSH Muzikë Radio Tirana | Andri Xhahu          |
| 2019 | Andri Xhahu          | Andri Xhahu          | RTSH 1 RTSH Muzikë Radio Tirana | RTSH 1 RTSH Muzikë Radio Tirana | Andri Xhahu          |
| 2020 | Nessuna trasmissione | Nessuna trasmissione | Nessuna trasmissione            | Nessuna trasmissione            | Nessuna trasmissione |
| 2021 | Andri Xhahu          | Andri Xhahu          | RTSH 1 RTSH Muzikë Radio Tirana | RTSH 1 RTSH Muzikë Radio Tirana | Andri Xhahu          |
| 2022 | Andri Xhahu          | Andri Xhahu          | RTSH 1 RTSH Muzikë Radio Tirana | RTSH 1 RTSH Muzikë Radio Tirana | Andri Xhahu          |
| 2023 | Andri Xhahu          | Andri Xhahu          | RTSH 1 RTSH Muzikë Radio Tirana | RTSH 1 RTSH Muzikë Radio Tirana | Andri Xhahu          |
| 2024 | Andri Xhahu          | Andri Xhahu          | RTSH 1 RTSH Muzikë Radio Tirana | RTSH 1 RTSH Muzikë Radio Tirana | Andri Xhahu          |
| 2025 | Andri Xhahu          | Andri Xhahu          | RTSH 1 RTSH Muzikë Radio Tirana | RTSH 1 RTSH Muzikë Radio Tirana | Andri Xhahu          |